# Lac Mara
Pour les articles homonymes, voir Mara.
Le lac Mara, ou Mara Lake en anglais, est un lac de Colombie-Britannique, au Canada. Sur ses rives se trouve notamment le Mara Lake Provincial Park.

## Géographie
Le lac Mara est à 348 m d'altitude et alimenté par la Shuswap River (en), un affluent de la Thompson, dans le bassin du fleuve Fraser.